# Eli Modiano
Eli Modiano (griechisch Ελί Μοδιάνο, * 1881; † 1968) war ein jüdischer Architekt, Spross der bekannten und wohlhabenden Familie Modiano aus der jüdischen sephardischen Gemeinde von Thessaloniki in Griechenland. Eli Modiano studierte an der École Centrale des Arts et Manufactures in Paris und war nach seiner Rückkehr nach Thessaloniki einer der bedeutendsten Architekten, die ihre Spuren in der Stadt hinterließen, nachdem er den Entwurf wichtiger Gebäude der Stadt, beispielsweise des Alten Zollamtes, des Hauses des heutigen Folklore- und Ethnologischen Museums von Makedonien-Thrakien und der Agora Modiano übernommen hatte.

## Werke

### Gebäude des heutigen Folklore- und Ethnologischen Museums von Makedonien-Thrakien
Baujahr 1906, Leoforos Vasilissis Olgas 68, Thessaloniki, andere Namen: Giako-Modiano-Haus oder „Epavli Modiano“ oder „Alte Regierung“

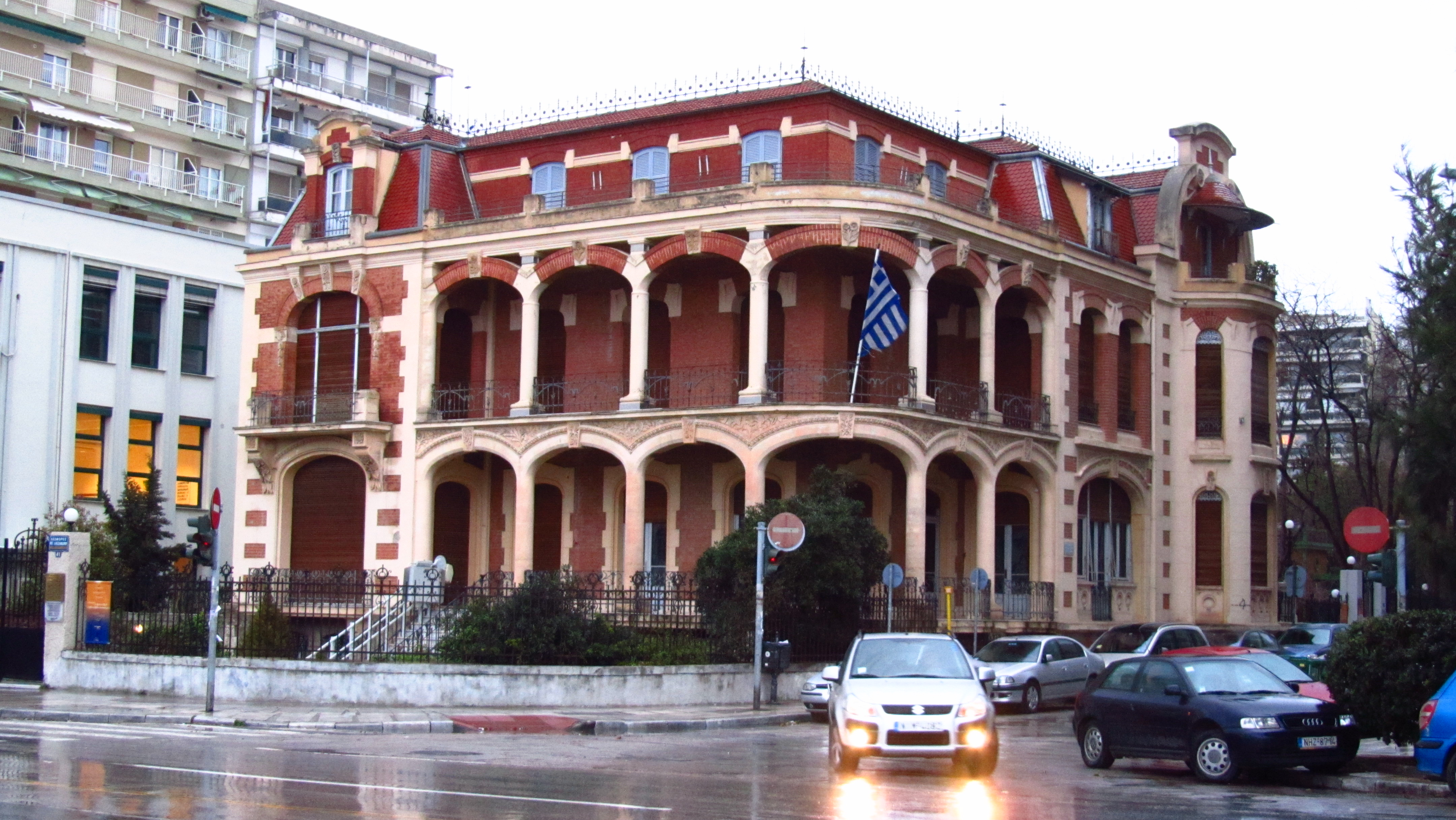
Gebäude des heutigen Folklore- und Ethnologischen Museums von Makedonien-Thrakien

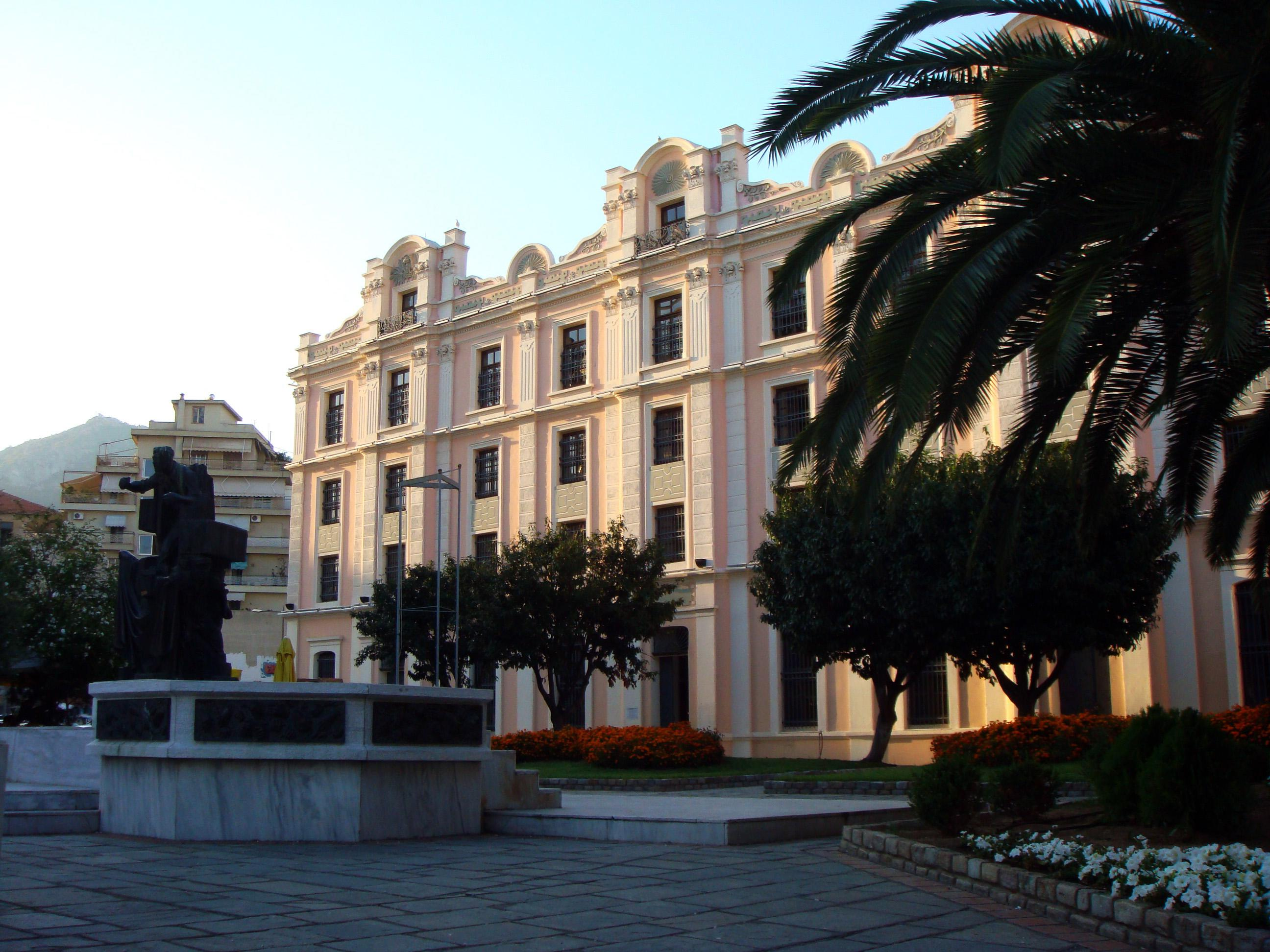
Kommunales Tabaklager von Kavala

„Epavli Modiano“ verdankt seinen Namen seinem ursprünglichen Besitzer, dem jüdischen Bankier Giako Modiano, der auch der Vater des Architekten des Hauses, Eli Modiano, war. Im Jahr 1916 wurde das Gebäude zum Sitz der Triade Venizelos-Danglis-Kounduriotis. Aufgrund seiner Nutzung als offizielle Residenz des Befehlshabers von Nordgriechenland in der Zwischenkriegszeit wird es auch „Alte Regierung“ genannt. Seit 1970 beherbergt das Gebäude das Folklore- und Ethnologische Museum Makedoniens. Das Gebäude zeigt Einflüsse des Jugendstils.

### Paleo Telonio (Altes Zollhaus)

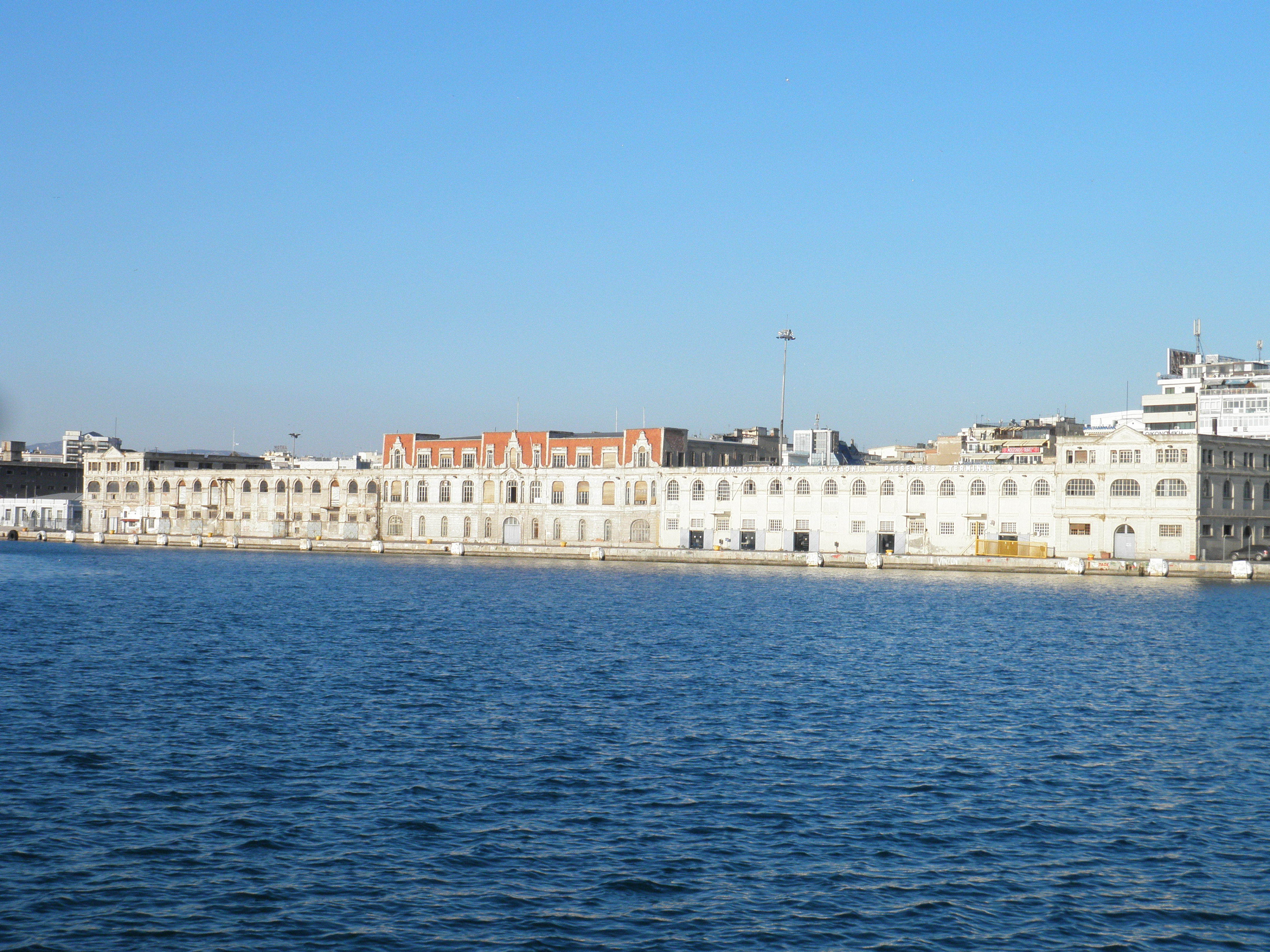
Altes Zollhaus, Thessaloniki

Baujahr 1912, Architekt: Eli Modiano mit Entwürfen von Alexandre Vallaury, am Hafen von Thessaloniki. Es handelt sich um ein Gebäude aus Stahlbeton.

### Agora Modiano
Baujahr 1922–1925, Vasileos Irakliou, Thessaloniki.
Der Markt wurde nach dem Brand 1917 an der Stelle der Talmud-Tora-Synagoge errichtet. 2020–2022 wurde der Modiano-Markt für 6,5 Millionen Euro saniert.

### Gebäude der Ionischen und Volksbank (heute Alpha Bank)
Baujahr 1924, Dragoumi, Thessaloniki, mit neoklassizistischen Design.

### Hotel „Luxembourg“

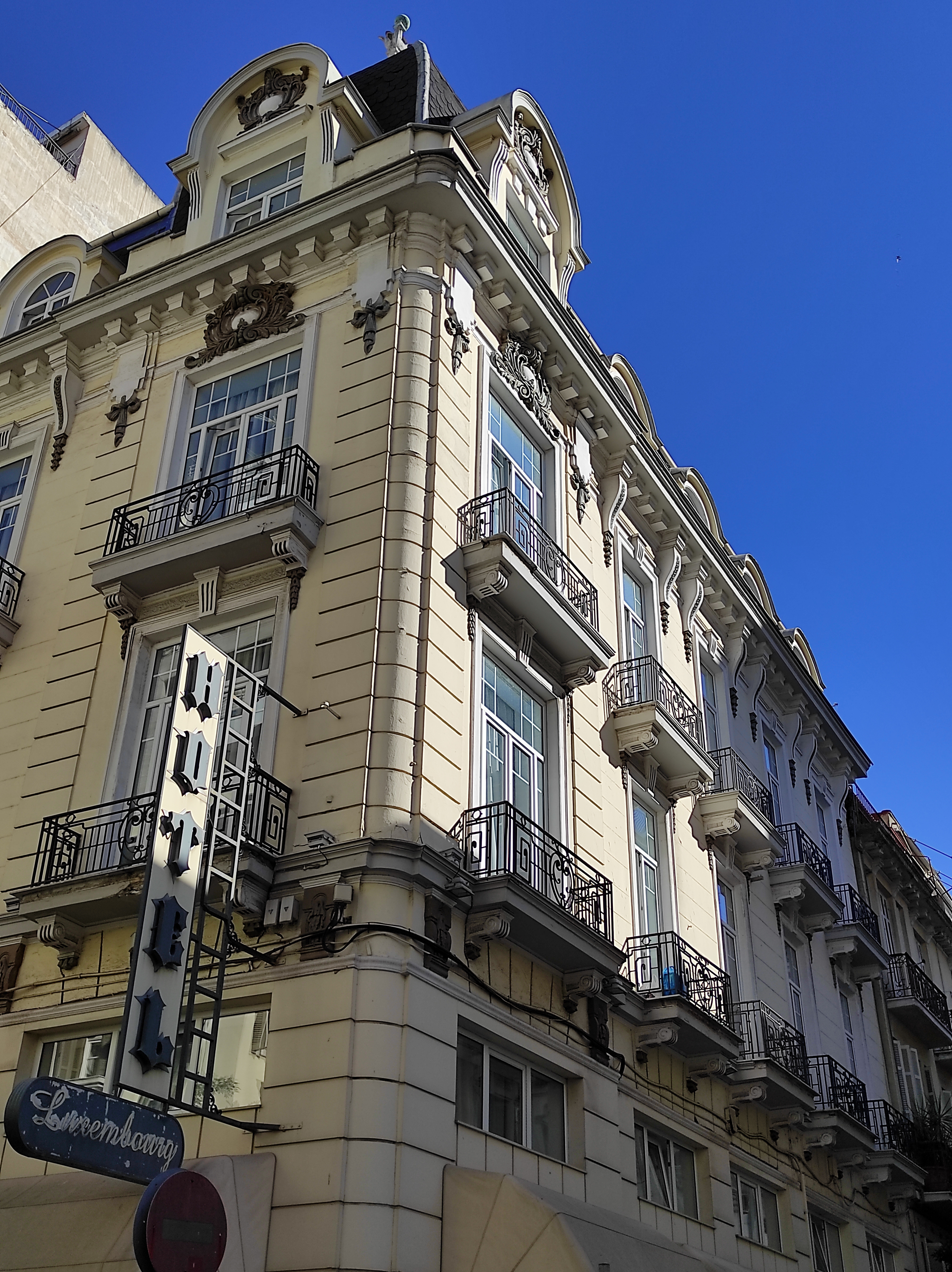
Hotel Luxemburg

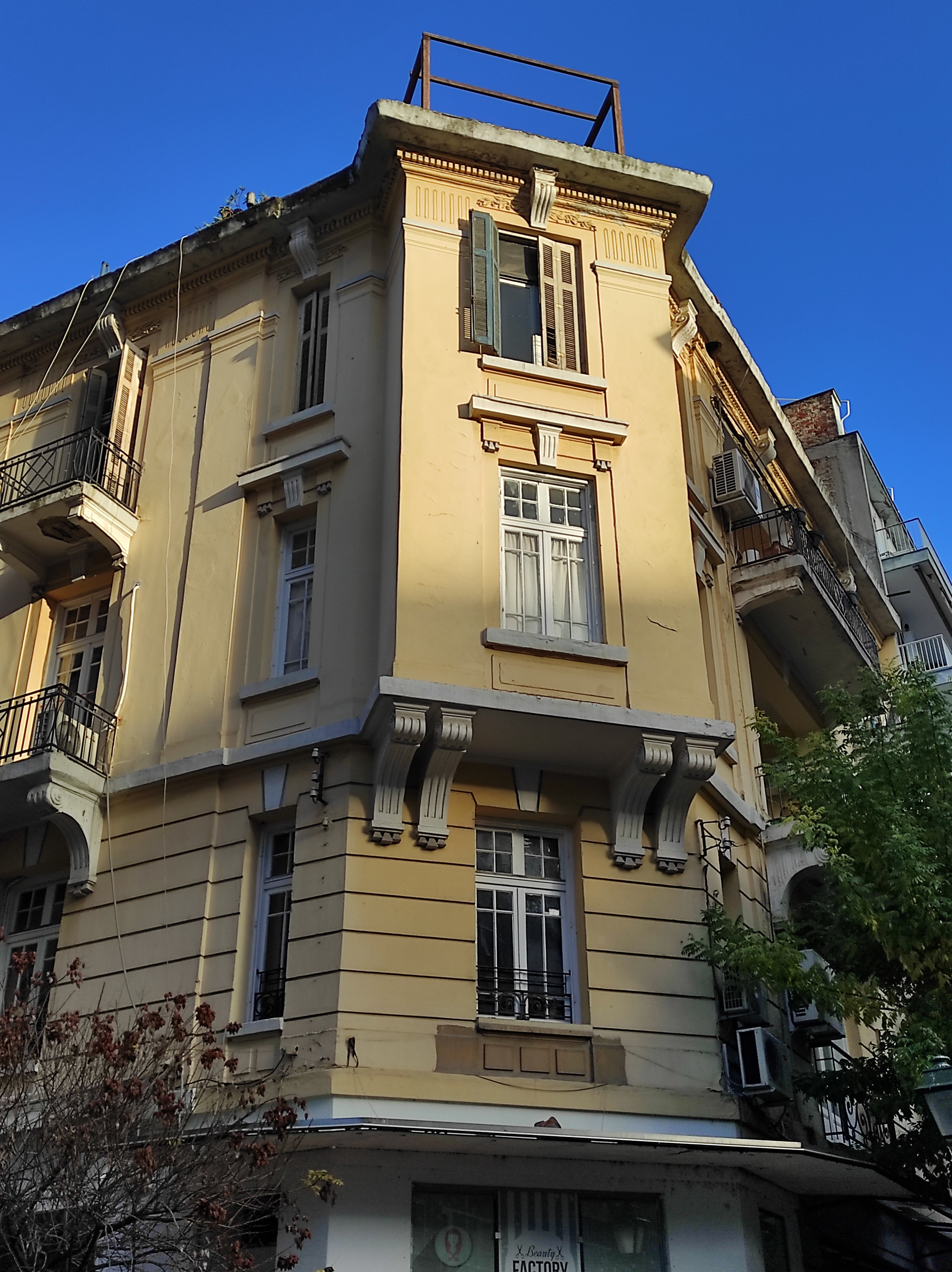
Syngrou & Ptolemaion-Gebäude (1924)

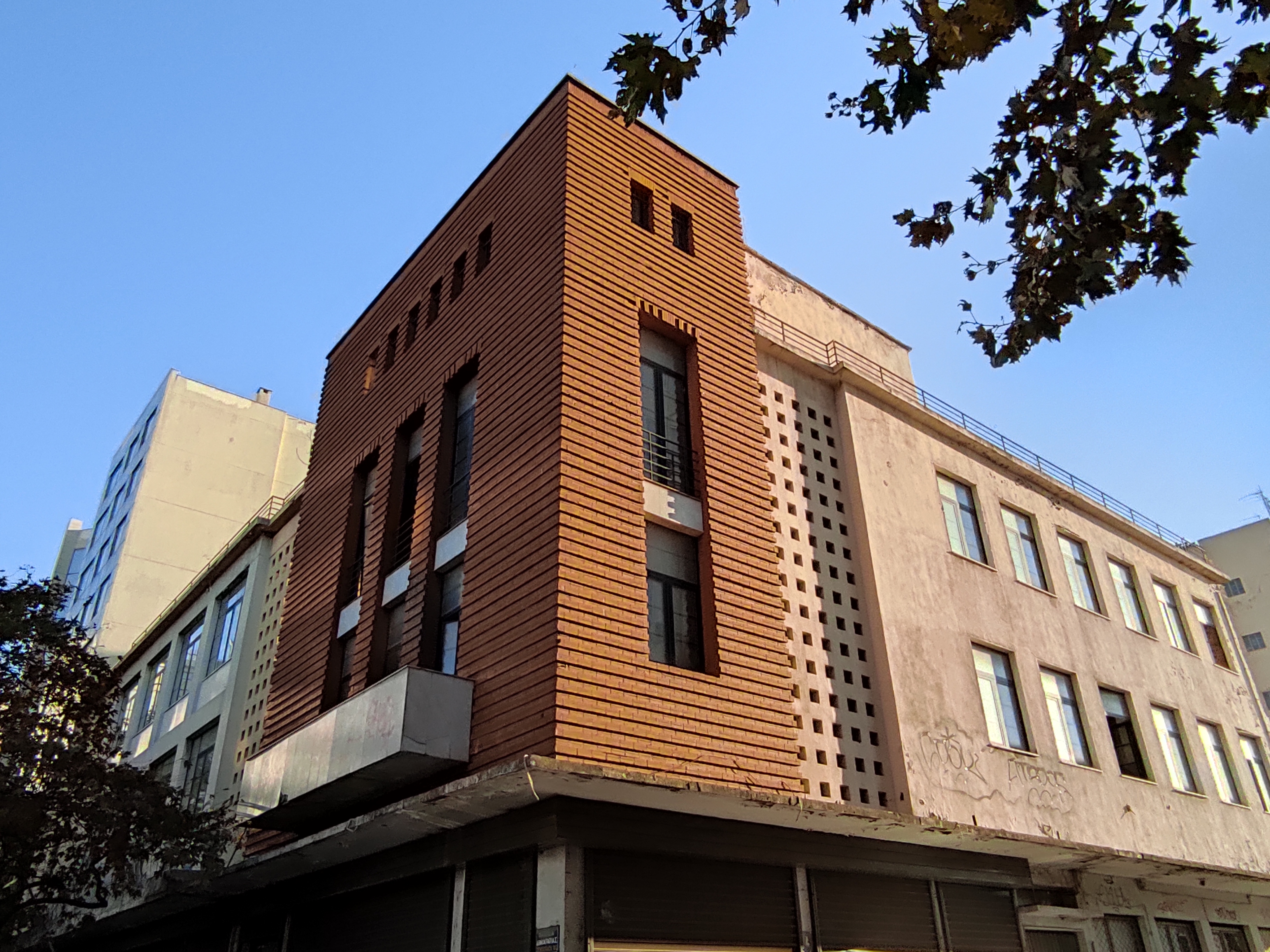
Italienische Schule „Alessandro Manzoni“

Baujahr 1924, Komninon 6 - Kalapothaki, Thessaloniki

### Syngrou & Ptolemaion-Gebäude
Baujahr 1924, Syngrou 23 - Ptolemaion 35, Thessaloniki.
Auffälliges Merkmal des Gebäudes mit Elementen des Eklektizismus ist ein Erker in den beiden obersten Stockwerken, der auf der Ecke angeordnet und mit Fenstern versehen ist und von dekorativen Stützen getragen wird.

### Megaro Atlas
Baujahr 1925, Eleftheriou Venizelou - Vasileos Iraklio, Thessaloniki

### Iosif-Nehamas-Gebäude
Vorausgegangen war eine Vorstudie des Architekten Maximilian Rubens Ende 1924, Baujahr 1925, Ermou 6, Fragomachalas, Thessaloniki.

### Vasileos Iraklio und Katouni
Baujahr 1925, Vasileos Irakliou 8 - Katouni 30 , Ano Ladadika, Thessaloniki.

### Cité Saul
Baujahr 1929, Vasileos Irakliou 8 - Eleftheriou Venizelou, Thessaloniki. Ursprünglich jedoch von 1867 bis 1871 erbaut.
Die Cité Saul war ein ehrgeiziges Projekt von Saoul Modiano, Eigentümer der Modiano-Bank und gelistet als einer der wohlhabendsten Bürger des Osmanischen Reiches. Wahrscheinlich von Vitaliano Poselli entworfen, war sie mit 96 Büros, Geschäften und Werkstätten das größte Geschäftshaus in der Stadt. Durch den Brand von 1917 stark beschädigt, wurde es 1927–1929 nach Plänen von Eli Modiano rekonstruiert. Vom Originalgebäude stammt die Fassade an der Vasileos Irakliou, die den Eingang zur Bank darstellte.

### Mandalideion Megaron
Baujahr 1931, Ave. Nikis, Thessaloniki.

### Italienische Schule „Alessandro Manzoni“
Baujahr 1933, Platia Dimokratias, Thessaloniki.
Das Bauwerk zeigt Einflüsse des italienischen Rationalismus.

## Sonstiges
Eli Modiano war von 1902 bis 1914 der autorisierte Vertreter der französischen Stahlbeton-Firma von François Hennebique. 1922 wurde er vom König von Italien, Viktor Emanuel III., zum Ritter geschlagen.
Während Eli Modiano den 2. Weltkrieg und den Genozid überlebte, wurde sein jüngster Bruder Daniel mit seiner Familie im September 1943 beim Massaker vom Lago Maggiore ermordet.